# راندال بارك
راندال بارك (بالإنجليزية: Randall Park)‏ هو كاتب سيناريو وممثل أمريكي، ولد في 23 مارس 1974 بلوس أنجلوس في الولايات المتحدة.

## أعمال

### أفلام
- (2010) عشاء للأغبياء[5]
- (2014) المقابلة[6]
- (2014) شريط الجنس[7][8]
- (2015) ذا نايت بيفور
- (2015) كارثة
- (2016) حفلة عيد الميلاد
- (2018) الرجل النملة والدبورة

## وصلات خارجية
- راندال بارك على موقع IMDb (الإنجليزية)
- راندال بارك على موقع روتن توميتوز (الإنجليزية)
- راندال بارك على موقع ألو سيني (الفرنسية)
- راندال بارك على موقع ميوزك برينز (الإنجليزية)
- راندال بارك على موقع أول موفي (الإنجليزية)
- راندال بارك على موقع ديسكوغز (الإنجليزية)
- راندال بارك على موقع قاعدة بيانات الفيلم (الإنجليزية)